# 2-й меридіан західної довготи
2-й меридіан західної довготи — лінія довготи, що лежить на 2 градуси західніше Гринвіцького меридіана. Вона проходить від Північного полюса через Північний Льодовитий океан, Атлантичний океан, Європу, Африку, Південний океан та Антарктиду до Південного полюса.
2-й меридіан західної довготи формує велике коло разом із 178-мим меридіаном східної довготи.

## Список географічних об'єктів, що перетинає 2° зх. д.
Починаючи на Північному полюсі та рухаючись до Південного полюса, 2-й меридіан західної довготи проходить через:
| Координати                                               | Країна, територія або море | Примітки                                                                           |
| -------------------------------------------------------- | -------------------------- | ---------------------------------------------------------------------------------- |
| 90°0′ пн. ш. 2°0′ зх. д. / 90.000° пн. ш. 2.000° зх. д.  | Північний Льодовитий океан |                                                                                    |
| 81°45′ пн. ш. 2°0′ зх. д. / 81.750° пн. ш. 2.000° зх. д. | Атлантичний океан          | Проходить східніше острова Фула, Шетландські острови, Велика Британія              |
| 59°33′ пн. ш. 2°0′ зх. д. / 59.550° пн. ш. 2.000° зх. д. | Північне море              |                                                                                    |
| 57°41′ пн. ш. 2°0′ зх. д. / 57.683° пн. ш. 2.000° зх. д. | Велика Британія            | Шотландія                                                                          |
| 57°18′ пн. ш. 2°0′ зх. д. / 57.300° пн. ш. 2.000° зх. д. | Північне море              | Проходить східніше Абердина, Шотландія, Велика Британія                            |
| 55°46′ пн. ш. 2°0′ зх. д. / 55.767° пн. ш. 2.000° зх. д. | Велика Британія            | Англія — проходить через Бервік-апон-Твід та західніше Бірмінгема                  |
| 50°36′ пн. ш. 2°0′ зх. д. / 50.600° пн. ш. 2.000° зх. д. | Ла-Манш                    | Проходить західніше півострова Котантен, Франція Проходить східніше острова Джерсі |
| 48°40′ пн. ш. 2°0′ зх. д. / 48.667° пн. ш. 2.000° зх. д. | Франція                    |                                                                                    |
| 46°44′ пн. ш. 2°0′ зх. д. / 46.733° пн. ш. 2.000° зх. д. | Атлантичний океан          | Біскайська затока                                                                  |
| 43°19′ пн. ш. 2°0′ зх. д. / 43.317° пн. ш. 2.000° зх. д. | Іспанія                    | Проходить західніше Сан-Себастьяна                                                 |
| 36°51′ пн. ш. 2°0′ зх. д. / 36.850° пн. ш. 2.000° зх. д. | Середземне море            | Море Альборан                                                                      |
| 35°5′ пн. ш. 2°0′ зх. д. / 35.083° пн. ш. 2.000° зх. д.  | Алжир                      |                                                                                    |
| 34°56′ пн. ш. 2°0′ зх. д. / 34.933° пн. ш. 2.000° зх. д. | Марокко                    |                                                                                    |
| 32°9′ пн. ш. 2°0′ зх. д. / 32.150° пн. ш. 2.000° зх. д.  | Алжир                      |                                                                                    |
| 23°12′ пн. ш. 2°0′ зх. д. / 23.200° пн. ш. 2.000° зх. д. | Малі                       |                                                                                    |
| 14°35′ пн. ш. 2°0′ зх. д. / 14.583° пн. ш. 2.000° зх. д. | Буркіна-Фасо               |                                                                                    |
| 10°59′ пн. ш. 2°0′ зх. д. / 10.983° пн. ш. 2.000° зх. д. | Гана                       |                                                                                    |
| 4°45′ пн. ш. 2°0′ зх. д. / 4.750° пн. ш. 2.000° зх. д.   | Атлантичний океан          |                                                                                    |
| 60°0′ пд. ш. 2°0′ зх. д. / 60.000° пд. ш. 2.000° зх. д.  | Південний океан            |                                                                                    |
| 69°53′ пд. ш. 2°0′ зх. д. / 69.883° пд. ш. 2.000° зх. д. | Антарктида                 | Проходить через Землю Королеви Мод (претендує Норвегія)                            |